# Врабче
Врабче (словен. Vrabče, итал. Monte Urabice) је насељено место у општини Сежана, Обално-крашка регија, Словенија.

## Историја
До територијалне реорганизације у Словенији било су у саставу старе општине Сежана.

## Становништво
У попису становништва из 2011. године, Врабче је имало 50 становника.
| Број становника према пописима | Број становника према пописима | Број становника према пописима |
| ------------------------------ | ------------------------------ | ------------------------------ |
| 1991                           | 2002                           | 2011                           |
| 68                             | 58                             | 50                             |

Напомена: Године 1995. умањено за део насеља који је припојен насељу Разгури. Године 2000. увећан за део насеља Јаковце.